# Campeonato Pan-Pacífico de Natación de 2014
El XII Campeonato Pan-Pacífico de Natación se celebró en Gold Coast (Australia) entre el  21 y el 25 de agosto de 2014 bajo la organización de la Federación Internacional de Natación (FINA) y la Federación Australiana de Natación.
Las competiciones se realizaron en el Centro Acuático de Gold Coast; las pruebas de aguas libres se disputaron en las aguas del estaurio del Southport Broadwater.

## Resultados en piscina

### Masculino
| Evento                    | Oro                                                                              | Plata                                                                         | Bronce                                                                                   |
| ------------------------- | -------------------------------------------------------------------------------- | ----------------------------------------------------------------------------- | ---------------------------------------------------------------------------------------- |
| 50 m libre (24,08)        | Bruno Fratus · Brasil · 21,44                                                    | Anthony Ervin Estados Unidos 21,73                                            | Nathan Adrian Estados Unidos 21,80                                                       |
| 100 m libre (22,08)       | Cameron McEvoy Australia 47,82                                                   | Nathan Adrian Estados Unidos 48,30                                            | James Magnussen Australia 48,36                                                          |
| 200 m libre (21,08)       | Thomas Fraser-Holmes Australia 1:45,98                                           | Kosuke Hagino Japón 1:46,08                                                   | Cameron McEvoy Australia 1:46,36                                                         |
| 400 m libre (23,08)       | Park Tae-Hwan Corea del Sur 3:43,15                                              | Kosuke Hagino Japón 3:44,56                                                   | Connor Jaeger Estados Unidos 3:45,31                                                     |
| 800 m libre (24,08)       | Ryan Cochrane · Canadá · 7:45,39                                                 | Mackenzie Horton Australia 7:47,73                                            | Connor Jaeger Estados Unidos 7:47,75                                                     |
| 1500 m libre (21,08)      | Connor Jaeger Estados Unidos 14:51,79                                            | Ryan Cochrane · Canadá · 14:51,97                                             | Mackenzie Horton Australia 14:52,78                                                      |
| 100 m espalda (21,08)     | Ryosuke Irie Japón 53,02                                                         | Matthew Grevers Estados Unidos 53,09                                          | Ryan Murphy Estados Unidos 53,27                                                         |
| 200 m espalda (23,08)     | Tyler Clary Estados Unidos 1:54,91                                               | Ryosuke Irie Japón 1:55,14                                                    | Mitchell Larkin Australia 1:55,27                                                        |
| 100 m braza (22,08)       | Yasuhiro Koseki Japón 59,62                                                      | Felipe França Silva · Brasil · 59,82                                          | Glenn Snyders Nueva Zelanda 1:00,18                                                      |
| 200 m braza (24,08)       | Yasuhiro Koseki Japón 2:08,57                                                    | Nic Fink Estados Unidos 2:08,94                                               | Kazuki Kohinata Japón 2:10,14                                                            |
| 100 m mariposa (23,08)    | Michael Phelps Estados Unidos 51,29                                              | Ryan Lochte Estados Unidos 51,67                                              | Hirofumi Ikebata Japón 52,50                                                             |
| 200 m mariposa (21,08)    | Daiya Seto Japón 1:54,92                                                         | Leonardo de Deus · Brasil · 1:55,28                                           | Tyler Clary Estados Unidos 1:55,42                                                       |
| 200 m estilos (24,08)     | Kosuke Hagino Japón 1:56,02                                                      | Michael Phelps Estados Unidos 1:56,04                                         | Daiya Seto Japón 1:57,72                                                                 |
| 400 m estilos (22,08)     | Kosuke Hagino Japón 4:08,31                                                      | Tyler Clary Estados Unidos 4:09,03                                            | Chase Kalisz Estados Unidos 4:09,62                                                      |
| 4 × 100 m libre (23,08)   | Australia Tommaso D'Orsogna James Magnussen Matthew Abood Cameron McEvoy 3:12,80 | Estados Unidos Michael Phelps Nathan Adrian Anthony Ervin Ryan Lochte 3:13,36 | Brasil · João de Lucca · Marcelo Chierighini · Bruno Fratus · Nicolas Oliveira · 3:13,59 |
| 4 × 200 m libre (22,08)   | Estados Unidos Conor Dwyer Michael Phelps Ryan Lochte Matthew McLean 7:05,17     | Japón Kosuke Hagino Reo Sakata Yuki Kobori Takeshi Matsuda 7:05,30            | Australia David McKeon Cameron McEvoy Mackenzie Horton Thomas Fraser-Holmes 7:08,55      |
| 4 × 100 m estilos (24,08) | Estados Unidos Matthew Grevers Kevin Cordes Michael Phelps Nathan Adrian 3:29,94 | Japón Ryosuke Irie Yasuhiro Koseki Hirofumi Ikebata Katsumi Nakamura 3:32,08  | Australia Mitchell Larkin Jake Packard Tommaso D'Orsogna Cameron McEvoy 3:33,45          |

### Femenino
| Evento                    | Oro                                                                                | Plata                                                                               | Bronce                                                                                          |
| ------------------------- | ---------------------------------------------------------------------------------- | ----------------------------------------------------------------------------------- | ----------------------------------------------------------------------------------------------- |
| 50 m libre (24,08)        | Cate Campbell Australia 23,96                                                      | Bronte Campbell Australia 24,56                                                     | Chantal van Landeghem · Canadá · 24,69                                                          |
| 100 m libre (22,08)       | Cate Campbell Australia 52,72                                                      | Bronte Campbell Australia 53,45                                                     | Simone Manuel Estados Unidos 53,71                                                              |
| 200 m libre (21,08)       | Katie Ledecky Estados Unidos 1:55,74                                               | Bronte Barratt Australia 1:57,22                                                    | Shannon Vreeland Estados Unidos 1:57,38                                                         |
| 400 m libre (23,08)       | Katie Ledecky Estados Unidos 3:58,37 RM                                            | Cierra Runge Estados Unidos 4:04,55                                                 | Lauren Boyle Nueva Zelanda 4:05,33                                                              |
| 800 m libre (21,08)       | Katie Ledecky Estados Unidos 8:11,35                                               | Lauren Boyle Nueva Zelanda 8:18,87                                                  | Brittany MacLean · Canadá · 8:20,02                                                             |
| 1500 m libre (24,08)      | Katie Ledecky Estados Unidos 15:28,36 RM                                           | Lauren Boyle Nueva Zelanda 15:55,69                                                 | Brittany MacLean · Canadá · 15:57,15                                                            |
| 100 m espalda (21,08)     | Emily Seebohm Australia 58,84                                                      | Belinda Hocking Australia 59,78                                                     | Missy Franklin Estados Unidos 1:00,30                                                           |
| 200 m espalda (23,08)     | Belinda Hocking Australia 2:07,49                                                  | Emily Seebohm Australia 2:07,61                                                     | Elizabeth Beisel Estados Unidos 2:08,33                                                         |
| 100 m braza (22,08)       | Jessica Hardy Estados Unidos 1:06,74                                               | Kanako Watanabe Japón 1:06,78                                                       | Breeja Larson Estados Unidos 1:06,99                                                            |
| 200 m braza (24,08)       | Kanako Watanabe Japón 2:21,41                                                      | Rie Kaneto Japón 2:21,90                                                            | Taylor McKeown Australia 2:22,89                                                                |
| 100 m mariposa (23,08)    | Alicia Coutts Australia 57,64                                                      | Lu Ying China 57,76                                                                 | Kendyl Stewart Estados Unidos 57,82                                                             |
| 200 m mariposa (21,08)    | Cammile Adams Estados Unidos 2:06,61                                               | Natsumi Hoshi Japón 2:06,68                                                         | Katie McLaughlin Estados Unidos 2:07,08                                                         |
| 200 m estilos (24,08)     | Maya Di Rado Estados Unidos 2:09,93                                                | Alicia Coutts Australia 2:10,25                                                     | Caitlin Leverenz Estados Unidos 2:10,67                                                         |
| 400 m estilos (22,08)     | Elizabeth Beisel Estados Unidos 4:31,99                                            | Maya Di Rado Estados Unidos 4:35,37                                                 | Keryn McMaster Australia 4:38,84                                                                |
| 4 × 100 m libre (23,08)   | Australia Cate Campbell Brittany Elmslie Melanie Schlanger Bronte Campbell 3:32,46 | Estados Unidos Simone Manuel Missy Franklin Abbey Weitzeil Shannon Vreeland 3:34,23 | Japón Miki Uchida Misaki Yamaguchi Yasuko Miyamoto Yayoi Matsumoto 3:39,06                      |
| 4 × 200 m libre (22,08)   | Estados Unidos Shannon Vreeland Missy Franklin Leah Smith Katie Ledecky 7:46,40    | Australia Bronte Barratt Emma McKeon Brittany Elmslie Melanie Schlanger 7:47,47     | Canadá · Brittany MacLean · Samantha Cheverton · Alyson Ackman · Emily Overholt · 7:58,03       |
| 4 × 100 m estilos (24,08) | Australia Emily Seebohm Lorna Tonks Alicia Coutts Cate Campbell 3:55,49            | Estados Unidos Missy Franklin Jessica Hardy Kendyl Stewart Simone Manuel 3:57,41    | Canadá · Brooklynn Snodgrass · Kierra Smith · Katerine Savard · Chantal Van Landeghem · 3:59,85 |

## Resultados en aguas abiertas

### Masculino
| Evento        | Oro                                   | Plata                          | Bronce                             |
| ------------- | ------------------------------------- | ------------------------------ | ---------------------------------- |
| 10 km (25.08) | Andrew Gemmell Estados Unidos 1:51:11 | Jarrod Poort Australia 1:52:12 | Kane Radford Nueva Zelanda 1:52:13 |

### Femenino
| Evento        | Oro                                   | Plata                             | Bronce                            |
| ------------- | ------------------------------------- | --------------------------------- | --------------------------------- |
| 10 km (24.08) | Haley Anderson Estados Unidos 1:59:51 | Eva Fabian Estados Unidos 1:59:52 | Chelsea Gubecka Australia 1:59:54 |

## Medallero
| Núm. | País           | Oro | Plata | Bronce | Total |
| ---- | -------------- | --- | ----- | ------ | ----- |
| 1    | Estados Unidos | 16  | 13    | 14     | 43    |
| 2    | Australia      | 10  | 9     | 9      | 28    |
| 3    | Japón          | 7   | 8     | 4      | 19    |
| 4    | Brasil         | 1   | 2     | 1      | 4     |
| 5    | Canadá         | 1   | 1     | 5      | 7     |
| 6    | Corea del Sur  | 1   | 0     | 0      | 1     |
| 7    | Nueva Zelanda  | 0   | 2     | 3      | 5     |
| 8    | China          | 0   | 1     | 0      | 1     |
|      | TOTAL          | 36  | 36    | 36     | 108   |